# Świerczów (gmina)
Świerczów – gmina wiejska w województwie opolskim, w powiecie namysłowskim. W latach 1975–1998 gmina położona była w województwie opolskim.
Siedziba gminy to Świerczów.
Według danych z 30 czerwca 2004 gminę zamieszkiwało 3649 osób. Natomiast według danych z 31 grudnia 2017 roku gminę zamieszkiwało 3378 osób.
Jest to najmniejsza pod względem ludności gmina województwa opolskiego.

## Struktura powierzchni
Według danych z roku 2002 gmina Świerczów ma obszar 110,32 km², w tym:
- użytki rolne: 64%
- użytki leśne: 26%

Gmina stanowi 14,76% powierzchni powiatu.

## Demografia

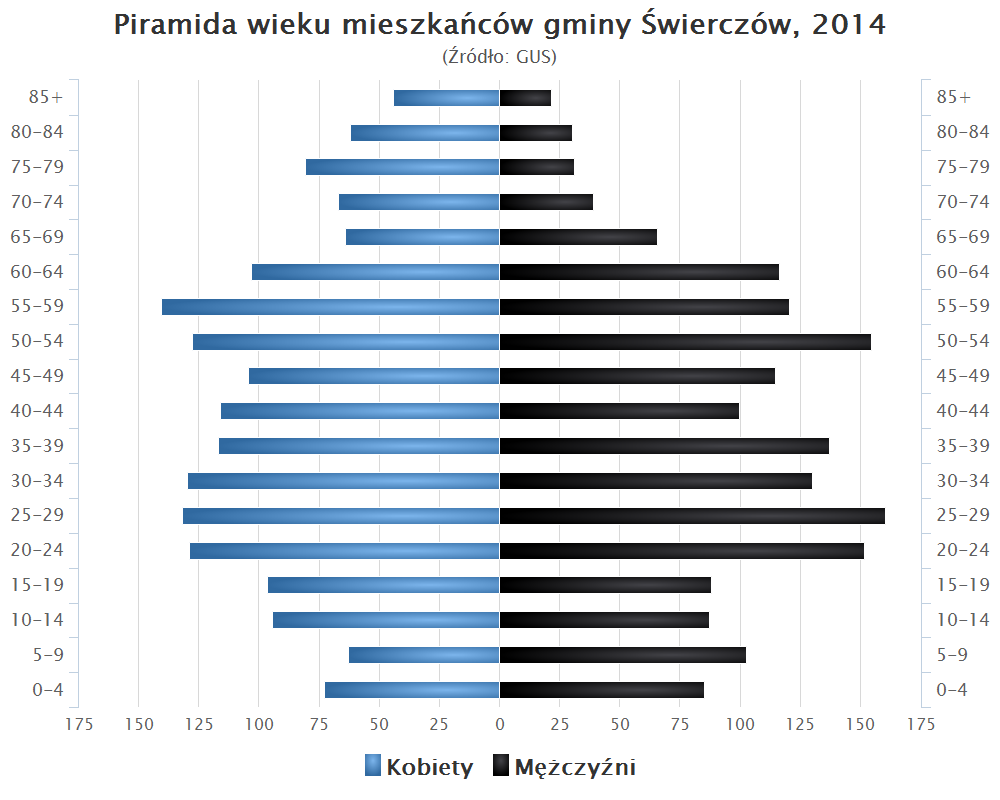
Piramida wieku mieszkańców gminy Świerczów w 2014 roku

Dane z 31 grudnia 2017 roku:
| Opis                              | Ogółem | Ogółem | Kobiety | Kobiety | Mężczyźni | Mężczyźni |
| --------------------------------- | ------ | ------ | ------- | ------- | --------- | --------- |
| jednostka                         | osób   | %      | osób    | %       | osób      | %         |
| populacja                         | 3 378  | 100    | 1855    | 49,7    | 1794      | 50,3      |
| gęstość zaludnienia (mieszk./km²) | 31     | 31     | 15      | 15      | 16        | 16        |

## Sołectwa
- Bąkowice z wsią Bielice i przysiółkiem Lipa,
- Biestrzykowice,
- Dąbrowa z wsią Kuźnica Dąbrowska,
- Gola z przysiółkiem Skórze,
- Grodziec,
- Miejsce z przysiółkiem Przygorzele,
- Miodary z przysiółkami Grabówka, Kuźnice i Zielony Las,
- Starościn z przysiółkami Górzyna i Mała Kolonia,
- Świerczów,
- Wężowice (Wężowite) z przysiółkiem Jaźwinka
- Zbica z wsiami Osiek Duży i Pieczyska oraz przysiółkami Oziąbel, Wołcz, Zawada i Zorzów.

## Sąsiednie gminy
Domaszowice, Lubsza, Namysłów, Pokój, Popielów